# Conus pennaceus echo
Conus pennaceus echo is een ondersoort van de zeeslakkensoort Conus pennaceus, uit het geslacht Conus. De slak behoort tot de familie Conidae. Conus pennaceus echo werd in 1988 beschreven door Lauer. Net zoals alle soorten binnen het geslacht Conus zijn deze slakken roofzuchtig en giftig. Zij bezitten een harpoenachtige structuur waarmee ze hun prooi kunnen steken en verlammen.